# Electricity (singel Silk City i Duy Lipy)
Electricity – singel brytyjsko-amerykańskiego duetu muzycznego Silk City oraz brytyjskiej piosenkarki Duy Lipy. Utwór został wydany 6 września 2018 roku przez Columbia Records oraz Sony Music wraz z oficjalnym teledyskiem w serwisie VEVO. Znajduje się on na re-edycji debiutanckiego albumu artystki. Nagranie było notowane na miejscu czwartym listy UK Singles Chart, stając się szóstym utworem Ronsona i Lipy, a zarazem czwartym Diplo, który znalazł się w jej pierwszej dziesiątce.

## Pozycje na listach
| Kraj              | Lista (2018)                         | Pozycja |
| ----------------- | ------------------------------------ | ------- |
| Argentyna         | Argentina Hot 100                    | 88      |
| Argentyna         | Monitor Latino                       | 10      |
| Australia         | ARIA Singles Chart                   | 22      |
| Australia         | ARIA Dance Singles Chart             | 6       |
| Austria           | Ö3 Austria Top 40                    | 61      |
| Belgia (Flandria) | Ultra Top 50 Singles                 | 9       |
| Belgia (Wallonia) | Ultra Top 50 Singles                 | 19      |
| Kanada            | Canadian Hot 100                     | 61      |
| Chorwacja         | HRT                                  | 6       |
| Czechy            | Singles Digitál Top 100              | 18      |
| Francja           | SNEP                                 | 56      |
| Niemcy            | Official German Charts               | 64      |
| Grecja            | Greece International Digital Singles | 21      |
| Irlandia          | Irish Singles Chart                  | 6       |
| Izrael            | Media Forest                         | 2       |
| Węgry             | Single Top 40                        | 23      |
| Węgry             | Stream Top 40                        | 13      |
| Włochy            | FIMI                                 | 56      |
| Japonia           | Japan Hot 100                        | 78      |
| Łotwa             | Latvijas Top 40                      | 3       |
| Liban             | Lebanese Top 40                      | 20      |
| Holandia          | Dutch Top 40                         | 5       |
| Holandia          | Single Top 100                       | 13      |
| Nowa Zelandia     | New Zealand Hot Singles              | 25      |
| Norwegia          | VG-lista                             | 40      |
| Portugalia        | AFP                                  | 29      |
| Polska            | Polish Airlplay Top 100              | 44      |
| Rumunia           | Airplay 100                          | 56      |
| Szkocja           | Scottish Singles Chart               | 8       |
| Słowacja          | Singles Digitál Top 100              | 13      |
| Hiszpania         | PROMUSICAE                           | 53      |
| Szwecja           | Sverigetopplistan                    | 51      |
| Szwajcaria        | Schweizer Hitparade                  | 46      |
| Wielka Brytania   | UK Singles Chart                     | 4       |
| Wenezuela         | National-Report                      | 19      |
| Singapur          | RIAS                                 | 58      |
| Stany Zjednoczone | Billboard Hot 100                    | 96      |
| Stany Zjednoczone | Hot Dance/Electronic Songs           | 7       |
| Stany Zjednoczone | Mainstream Top 40                    | 27      |

## Certyfikaty i sprzedaż
| Kraj                     | Certyfikat                 | Sprzedaż   |
| ------------------------ | -------------------------- | ---------- |
| Australia (ARIA)         | platynowa płyta            | 70 000+    |
| Belgia (BEA)             | złota płyta                | 20 000+    |
| Dania (IFPI Danmark)     | złota płyta                | 45 000+    |
| Francja (SNEP)           | złota płyta                | 100 000+   |
| Kanada (MC)              | złota płyta                | 40 000+    |
| Meksyk (AMPROFON)        | 3x platynowa + złota płyta | 210 000+   |
| Polska (ZPAV)            | platynowa płyta            | 20 000+    |
| Stany Zjednoczone (RIAA) | platynowa płyta            | 1 000 000+ |
| Wielka Brytania (BPI)    | platynowa płyta            | 600 000+   |
| Włochy (FIMI)            | złota płyta                | 25 000+    |